# 法国网球公开赛
法国网球公开赛（法語：Les internationaux de France de Roland-Garros）是每年繼澳網之後第二個登場的网球四大滿貫賽事，於5月中到6月初在法国巴黎的罗兰·加洛斯球场举行，是红土赛事的最高荣誉。
法網相較於其他大滿貫賽最大特色，在於球場的慢速性質利於底線對抗，用時超過3、4個小時的比賽相當常見，故被認為是最需要體力以及過人毅力的一項網球賽事。

## 歷史

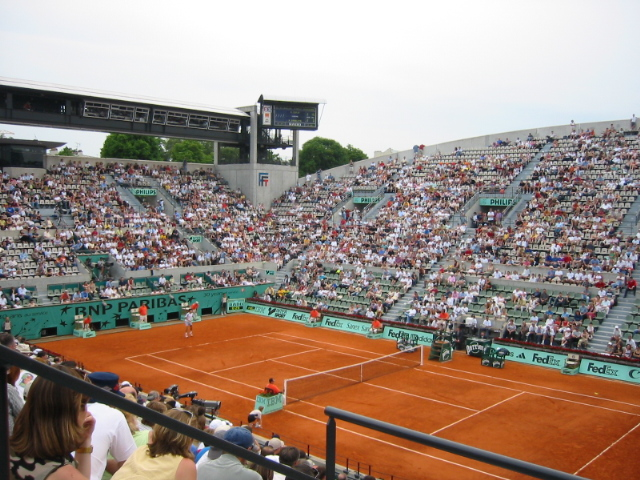
罗兰·加洛斯球场

1891年，法国网球公开赛由法國國內錦標賽起家，直到1925年對外開放後才成為國際性的賽事。女子賽事於1897年加入，比賽用地自1912年起轉為泥地材質（當時網球場以草地為主）。
1928年，位於巴黎西南方的羅蘭·加洛斯球場（法語：Stade de Roland Garros）正式落成。當時正值法國「四騎士」（勒内·拉科斯特、让·博罗特拉、亨利·科歇、雅克·布吕尼翁）贏回首座台維斯盃，為象徵法國網球蓬勃發展和備戰來年的比賽，故特地興建該球場；球場名為「羅蘭·加洛斯」，以紀念第一次大战中为国捐躯的民族英雄。
1968年，法網同時對職業及業餘選手開放，成為最早進入公開年代大滿貫賽事。開賽至今已逾百年的法網，與溫網同為网坛歷史悠久的經典賽事。過去僅在兩次世界大戰間停賽11年，2020年則受2019冠狀病毒病疫情影響推遲至9月。
2019年澳網和溫網改變決勝盤賽制後，法網成為網球職業賽中僅存的長盤制（Long Game）賽事。2022年，四大賽在長盤制的規則上達成統一，在決勝盤到6比6時將以搶10定勝負，法網至此也正式終結必須連贏2局才能獲勝的傳統。
法網地主選手，戰後至今僅有五次由法國選手奪冠，最近一次是2000年玛丽·皮尔斯的女單冠軍，男子球員更前溯至1983年的雅尼克·諾阿。

### 男子球員
70年代末至80年代是網球運動的光輝期，不少網壇巨星都在法網留下輝煌的紀錄，其中瑞典名將比約恩·博里的六屆單打冠軍曾讓人難望項背（74至75、78至81年）。马茨·维兰德、伊万·伦德尔與古斯塔沃·库尔滕等人，也都在羅蘭·加洛斯球場完成一場場經典戰役，以傲人戰績寫下法網歷史。
2005年，年僅18歲的拉斐爾·納達爾首次參賽便成功封王。此後的18年內創紀錄地14次奪冠（其中05至08四連霸、10至14五連霸、17至20四連霸，22年再度捧冠），被視為是史上最偉大的紅土選手，暱稱為「紅土之王」。
2009與2016年，罗杰·费德勒與諾瓦克·喬科維奇分別奪得個人首座法網男單冠軍，完成生涯大滿貫成就。
喬科維奇在2021年四強賽以3:6、6:3、7:6、6:2，成為首位在法網二度打敗納達爾的球員；決賽遭遇希臘新星斯特凡諾斯·西西帕斯，在落後兩盤的情況下連趕三盤，最終以6:7、2:6、6:3、6:2、6:4逆轉贏得生涯第二座法網冠軍，也成為公開化年代以來首位完成男單雙圈大滿貫的球員。
美籍华裔球手张德培于1989年折桂。

### 女子球員
克里斯·埃弗特曾以七屆法網女單冠軍笑傲男女選手（74至75、79至80、83、85至86年），當年埃弗特與玛蒂娜·纳芙拉蒂洛娃之間的爭霸堪稱網壇一大盛事。
80年代末至90年代，施特菲·格拉芙六度捧起后冠、莫妮卡·莎莉絲成為首位達成法網女單三連霸（90至92年），阿蘭查·桑切斯·維卡里奧亦三度奪冠。
2000年代，在五年內奪取四次女單打后冠的贾斯汀·海宁（包括05至07年的三連霸），在2008年5月宣布退役，成為WTA史上首位現役第一退役的球員。當年度冠軍安娜·伊萬諾維奇登上世界第一。
2010年代，玛丽亚·莎拉波娃於2012與2014年兩度奪冠，並完成生涯大滿貫的成就，2013年，小威廉絲睽違11年後再度捧起后冠，又於2015年三度封后。
中国名将李娜在2011年击败4位排名前十的种子球员，成为首个夺得法网乃至大满贯单打冠军的亚洲籍球员。2014年謝淑薇、彭帅亦於女双项目奪冠。

## 場地特色
法網的紅土球場相較於草地與硬地，具有減緩球速、旋轉強烈、產生高彈跳的特性，使得球員的回擊與反應時間較長，因此防禦型底線型球員在紅土的表現通常較為優異。
速球型選手要發出直接得分的球並不容易，必須持續與對手來回擊球才能藉機得分。移動迅速且範圍廣、耐心對峙、低失誤的穩定表現，是紅土作戰的關鍵。
不少以發球上網見長的網壇名將，視法網紅土球場為最大難關。包括斯特凡·埃德贝里、鲍里斯·贝克尔，以及生涯勇奪14座大滿貫冠軍的皮特·森柏斯都獨缺法網，無緣達成生涯大滿貫，亦增添了法網的傳奇性。
法網雖有鷹眼，但卻是唯一不開放選手挑戰判決的大滿貫賽事（只提供轉播使用），原因可能是沒有這個必要，網球落點清楚印在紅土上，無需依靠鷹眼的協助來判定網球是否出界，因此主審常須在選手的要求下離開座椅前往查看成為賽事特點之一。

## 冠军得主
- 男子单打
- 女子单打
- 男子双打
- 女子双打
- 混合双打

## 外部連結
- 法國網球公開賽官方網站 （页面存档备份，存于）
- 2012年法网
- 法國網球公開賽的Instagram帳戶 （页面存档备份，存于）
- 法國網球公開賽的X（前Twitter）
- 法國網球公開賽的Facebook專頁 （页面存档备份，存于）
- 法國網球公開賽的YouTube頻道 （页面存档备份，存于）